# Croignon
Croignon là một xã trong tỉnh Gironde, thuộc vùng Nouvelle-Aquitaine của nước Pháp, có dân số là 382 người (thời điểm 1999). Xã nằm trong vùng đô thị của thành phố Bordeaux.